# Lavangnes
Lavangnes est une localité du comté de Troms, en Norvège.

## Géographie
Administrativement, Lavangnes fait partie de la kommune de Salangen.